# ジム・シードー
ジム・シードー（Jim Siedow,  1920年6月12日 - 2003年11月20日）は、アメリカ合衆国の俳優である。

## 来歴
1920年、ワイオミング州シャイアンに生まれる。高校時代から演劇クラスへ所属し、演技に親しんだ。18歳のころにニューヨークへ渡り、ニューヨークを拠点として劇団などの舞台で活動を続けた。まもなく第二次世界大戦が始まると、アメリカ陸軍航空隊へ所属した。退役後はシカゴへ移り住み、ラジオドラマの声優として仕事を再開させた。
1946年に結婚した後は、夫婦でテキサス州ヒューストンへ移り、ヒューストンを拠点とする劇団も立ち上げた。同劇団では舞台版の『ヴァージニア・ウルフなんかこわくない』も上演した。1971年に『The Windsplitter』で映画デビュー。
1974年に公開されたスプラッターホラー映画の『悪魔のいけにえ』での老人役により、その名が知られるようになった。猟奇的かつ残酷な描写が評判を呼び、同作品は今現在でも根強いファンがいるほか、リメイクもされた。シードーは第1作に続き、続編にも出演している。

### 私生活
1946年に女優として活動していたRuth Siedowと結婚し、3人の父親でもあった。シードー自身、1987年以降映画やテレビでの俳優活動はしていないが、『悪魔のいけにえ』の製作秘話などを綴ったドキュメンタリー映像へは本人として出演している。2003年に慢性閉塞性肺疾患のため、ヒューストンで死去。83歳だった。

## 出演作品

### 映画
- The Windsplitter (1971)
- 悪魔のいけにえ The Texas Chain Saw Massacre (1974)
- パニック・オブ・シンドローム/危機一髪巨大原子炉大爆発! Red Alert (1977) ※テレビ映画
- Hotwire (1980)
- 悪魔のいけにえ2 The Texas Chainsaw Massacre 2 (1986)

### テレビドラマ
- 世にも不思議なアメージング・ストーリー Amazing Stories (1987)

## 参照
1. 1 2 3 4 5 6  “Jim Siedow Biography”. 2014年8月27日閲覧。